# سرعة غريبة
السرعة الغريبة أو الفريدة وتسمى أيضا الحركة الفريدة تشير إلى سرعة جسم بالنسبة إلى إطار السكون (السرعة بالنسبة للمعيار المحلي الساكن) - عادة الإطار الذي تكون فيه متوسط سرعة بعض الاجسام صفر.

## علم الفلك المجري
في علم الفلك المجري، تشير الحركة الغريبة إلى حركة جسم ما (عادة نجم) بالنسبة إلى الإطار المجري الساكن. وغالباً ما تكون هناك صلة بين الأجرام المحلية وشروط الحركة الخاصة والسرعة الشعاعية والتي يمكن الجمع بينها من خلال إضافة متجه للحصول على حركة الجرم الفلكي بالنسبة للشمس. تذكر سرعات الأجرام المحلية أحياناً فيما يتعلق بمستوى السكون المحلي (LSR) - متوسط الحركة المحلية للمواد في المجرة - بدلاً من الإطار الساكن للشمس. التحويل بين مستوى السكون المحلي والإطارات الساكنة الشمسية يتطلب حساب السرعة الفريدة للشمس في مستوى السكون المحلي.

## علم الكونيات
في علم الكون الفيزيائي تشير السرعة الغريبة إلى مكونات السرعة المتجهة للمجرة بالنسبة لحركة الكون المتنساقة الإتجهات  والتي تحيد عن تدفق هابل. السرعة الكلية للمجرة هي مجموع السرعة الناتجة عن تدفق هابل والحركة المحلية للمجرة ضمن بيئتة مجموعتها أو العنقود المجري الذي تنتمي إليع تنشأ بسبب تأثير الجاذبية المحلية الكبير ويشار إلى الانحرافات الناتجة عن تدفق هابل على أنها سرعة غريبة. وفقا لقانون هابل، تتراجع المجرات بسرعة تتناسب مع بعدها عنا. وتراجع الأجرام البعيدة عنا يتسبب في تحول الضوء المنبعث منها إلى الأحمر ويتضاءل سطوعه.
لا تنتشر المجرات بالتساوي في جميع أنحاء الكون المرصود ولكن عادة ما توجد في مجموعات أو عناقيد، حيث يكون لها تأثير تجاذبي كبير على بعضها البعض. وعادة ما تصل سرعة تشتت المجرات الناشئة عن هذا التجاذب إلى مئات الكيلومترات في الثانية، ولكنها يمكن أن ترتفع إلى أكثر من 1000 كم/ثانية في العناقيد الغنية. هذه السرعة يمكن أن تغير السرعة الإنحسارية التي يمكن للمرء أن يتوقعها من تدفق هابل وتأثير الانزياح الأحمر للجرم المرصود عن طريق تأثير دوبلر النسبي. انزياح دوبلر الأحمر الناشئ عن السرعات الغريبة هو:
{\displaystyle 1+z_{pec}={\sqrt {\frac {1+v/c}{1-v/c}}}}
أي حوالي:
{\displaystyle z\approx v/c}
للسرعات المنخفضة (التحولات الحمراء الصغيرة). يجمع هذا مع الانزياح الأحمر الناشئ من تدفق هابل لإستنتاج الإنزياح الأحمر المرصود:
{\displaystyle 1+z_{obs}=(1+z_{pec})(1+z_{H}).}
ويمكن تقريب قيمة السرعة الشعاعية للجرم من خلال:
{\displaystyle v_{r}=H_{0}d+v_{pec}}
بمساهمة كل من تدفق هابل وشروط السرعة الغريبة، حيث {\displaystyle H_{0}} ثابت هابل و{\displaystyle d} هي المسافة إلى الجرم.

### السرعة الإجمالية للمجرة
وبالتالي فإن السرعة الإجمالية للمجرة تكون مجموع سرعتها كما هو موضح في قانون هابل وسرعتها الغريبة.
{\displaystyle Vtotal}={\displaystyle D}x{\displaystyle H_{0}}+{\displaystyle Vpec}
حيث {\displaystyle Vpec} هي السرعة الغريبة و{\displaystyle Vtotal} السرعة الإجمالية و{\displaystyle D} هي المسافة إلى المجرة.